# Montecompatri Colonna
Il Montecompatri Colonna è un vino DOC la cui produzione è consentita nella provincia di Roma.

## Caratteristiche organolettiche
- colore: paglierino più o meno intenso.
- odore: vinoso, delicato, gradevole.
- sapore: secco o asciutto, amabile o dolce, caratteristico, armonico.

## Produzione
Provincia, stagione, volume in ettolitri
- Roma  (1990/91)  4304,0
- Roma  (1991/92)  4575,19
- Roma  (1992/93)  3568,09
- Roma  (1993/94)  2828,67
- Roma  (1994/95)  952,0
- Roma  (1995/96)  670,6